# شیدا کارتلی
شیدا کارتْلی (به گرجی: შიდა ქართლი) (تلفظ: Shida Kartli) (به معنای: کارتلی داخلی) یکی از استان‌های گرجستان است که در منطقه کارتلی قرار دارد.

## جغرافیا
سرزمین‌های این استان بیشتر با استپ‌های پوشیده از گیاه و رشته‌هایی از تپه‌های کم ارتفاع دیده می‌شود که توسط دره‌های عمیق و تنگ بریده شده‌اند. رود متکواری، همچون یک محور در میان این دشت، از غرب به شرق روان است. آب و هوای بخش کم ارتفاع شیدا کارتلی، گرم و معتدل با تابستان‌های گرم و زمستان‌های سرد است. در پاره‌ای اوقات، درجه حرارت زمستان‌ها به منهای ۱۰ درجه سلسیوس می‌رسد، اما تعداد یخبندان کم است.

## کشاورزی
محصولات مهمی چون گندم، انگور و سایر میوه‌ها با بکارگیری سیستم‌های آبیاری تیریپنی، طاشیسگاری، سالتویسی، مخران و تزی اوکامی، تولید می‌شوند. نیروگاه‌های برق رسانی روستایی در سر ریز کانال‌های اصلی آبیاری احداث شده‌اند.

## جمعیت
خاک حاصلخیز و آب و هوای مناسب، شیدا کارتلی را به یکی از استان‌های پرجمعیت گرجستان تبدیل کرده‌است. حدود یک سوم از جمعیت این استان در شهرهای گوری، خاشوری، کاسپی، متسختا و تعدادی دیگر از شهرهای کوچک و بزرگ زندگی می‌کنند.
اکثریت ساکنان این استان را گرجی‌ها تشکیل می‌دهند. تعدادی از اوستی‌ها و ارمنی‌ها نیز در این استان زندگی می‌کنند. در بین جمعیت شهری تعداد اندکی روسی، ارمنی و اوستی نیز زندگی می‌کنند.